# Strychnos kasengaensis
Strychnos kasengaensis är en tvåhjärtbladig växtart som beskrevs av De Wild.. Strychnos kasengaensis ingår i släktet Strychnos och familjen Loganiaceae. Inga underarter finns listade i Catalogue of Life.